# Thủy điện Houay Ho
Thủy điện Houay Ho xây dựng trên dòng Houay Ho tại muang Samakhixay tỉnh Attapeu, CHDCND Lào .
Thủy điện Houay Ho có công suất lắp máy 152,1 MW (204.000 mã lực), hoàn thành năm 1999.
Đập của Thủy điện Houay Ho ở cách Pakse 160 km về phía đông và cách thị xã Samakhixay (tỉnh lỵ Attapeu) cỡ 30 km về phía tây bắc.
Dự án Thủy điện Houay Ho được coi là dự án thủy điện đầu tiên của liên doanh "xây dựng - vận hành - chuyển giao" (BOT) tại Lào. Hầu như tất cả điện năng được xuất khẩu sang Thái Lan.

## Houay Ho
Houay Ho là dòng suối trong lưu vực của Xê Kông trong mạng lưới sông Mê Kông.
Houay Ho đổ vào Xe Namnoy, một phụ lưu của Xê Kông ở cao nguyên Bolaven .